# Охо Коносукэ
Охо Коносукэ (яп. 王鵬 幸之介; род. 14 февраля 2000 года, Кото, Токио), настоящее имя —  Найа Коносуке  (яп. 納谷 幸之介); — профессиональный борец сумо из Кото, Токио. Его наивысший ранг на сегодняшний день — сэкивакэ.

## Карьера
Охо является потомственным борцом сумо в третьем поколении. Его дед по материнской линии - 48-й ёкодзуна Тайхо, один из величайших ёкодзун в истории. Его отец – бывший сэкивакэ Такаторики. Охо дебютировал в январе 2018 года, и достиг высшего дивизиона макуути в январе 2022 года. Пиком карьеры Охо на сегодняшний день является выступление на январском Хацубасё в Токио в 2025 году. После 15 дней соревнований Охо делил лидерство с казахстанским рикиси Кимбодзаном и монгольским озэки Хосёрю. В дополнительных поединках (Каттэй-сэн) будущий ёкодзуна Хосёрю одолел обоих конкурентов. Тем не менее Охо получил высокие оценки своего выступления и первый в карьере специальный приз Гино-сё (За техническое совершество).

## Результаты выступлений
| Год в сумо | Январь Хацу басё, Токио       | Март Хару басё, Осака            | Май Нацу басё, Токио      | Июль Нагоя басё, Нагоя     | Сентябрь Аки басё, Токио | Ноябрь Кюсю басё, Фукуока |
| --- | ----------------------------- | -------------------------------- | ------------------------- | -------------------------- | ------------------------ | ------------------------- |
| 2018 | –                             | Дзёнокути #18 востока 7–0 Победа | Дзёнидан #11 востока 6–1  | Сандаммэ #50 запада 6–1    | Макусита #60 востока 3–4 | Сандаммэ #11 запада 4–3   |
| 2019 | Макусита #60 запада 4–3       | Макусита #51 востока 6–1         | Макусита #22 востока 6–1  | Макусита #6 запада 3–4     | Макусита #10 востока 4–3 | Макусита #7 востока 4–3   |
| 2020 | Макусита #5 востока 3–4       | Макусита #8 запада 4–3           | Отмена басё 0–0–15        | Макусита #5 востока 4–3    | Макусита #4 запада 5–2   | Макусита #1 запада 6–1    |
| 2021 | Дзюрё #11 запада 5–10         | Макусита #2 востока 4–3          | Дзюрё #14 запада 8–7      | Дзюрё #12 запада 10–5      | Дзюрё #6 востока 7–8     | Дзюрё #7 востока 11–4     |
| 2022 | Маэгасира #18 востока 7–8     | Дзюрё #1 востока 10–5            | Маэгасира #14 востока 6–9 | Маэгасира #15 запада 8–7   | Маэгасира #13 запада 7–8 | Маэгасира #13 запада 10–5 |
| 2023 | Маэгасира #8 запада 4–11      | Маэгасира #15 запада 7–8         | Маэгасира #16 запада 11–4 | Маэгасира #6 запада 6–9    | Маэгасира #7 запада 5–10 | Маэгасира #12 востока 8–7 |
| 2024 | Маэгасира #11 запада 10–5     | Маэгасира #3 востока 7–8 ★       | Маэгасира #4 востока 6–9  | Маэгасира #6 запада 9–6    | Маэгасира #2 запада 9–6  | Маэгасира #1 востока 6–9  |
| 2025 | Маэгасира #3 запада 12–3–PP Т | Сэкивакэ #1 запада 6–9           | Маэгасира #1 запада 7–8 ★ | Маэгасира #2 востока 7–8 ★ | x                        | x                         |
| Результат приведен как победил-проиграл-снялся Юсё (победа) Дзюнъюсё (второе место) Интай (отставка) Не выступал в макуути Специальные призы: Д=За боевой дух (Канто-сё); В=За выдающееся выступление (Сюкун-сё); Т=За техническое совершество (Гино-сё) Ещё показаны: ★=Кимбоси; P=Участие в дополнительном финале Лиги: Макуути — Дзюрё — Макусита — Сандаммэ — Дзёнидан — Дзёнокути Ранги макуути: Ёкодзуна — Одзэки — Сэкивакэ — Комусуби — Маэгасира |                               |                                  |                           |                            |                          |                           |